# 克洛德·路易·埃克托尔·德·维拉尔
克洛德·路易·埃克托爾·德·維拉爾（法語：Claude Louis Hector de Villars；1653年5月8日—1734年6月17日），法蘭西王國將領，曾擔任大元帥以及攝政理事會委員、外交大使等職務，他被普遍視為是近代歷史上最偉大的軍事指揮官之一。維拉爾出身於貧困的貴族家庭，在法荷戰爭中因突出勇氣獲得國王的青睞。戰爭結束後，他前往奧地利與巴伐利亞擔任外交大使，並在1687年成為法國騎兵總指揮。大同盟戰爭期間，維拉爾指揮騎兵部隊參與多場戰役，並在戰爭結束後被派往維也納簽署停戰條約。
西班牙王位繼承戰爭初期，維拉爾出色地指揮入侵德意志地區的部隊，但因與盟國在作戰方針上的不合，被路易十四調回國內鎮壓卡米撒派。1705年至1708年，維拉爾在保衛東部邊境與入侵德意志的戰役中展現其戰爭天才，其中以1707年奪下「斯托爾霍芬防線」最為人稱道。1709年，路易十四任用維拉爾擔任法國主力部隊的指揮官，要求他挽救瀕臨崩潰的國家。他在隨後的多場戰役中扭轉戰爭局勢，使法國重新奪回戰爭的主動權，包括1709年在馬爾普拉凱戰役重創敵軍、1712年在德南戰役中突破聯軍陣線，收復大量其前任丟失的要塞、以及1713年入侵萊茵蘭。1714年，他擔任簽署拉什塔特和約的法國代表，與其好友奧地利代表欧根亲王談判。維拉爾之後還擔任「攝政理事會」委員，負責輔佐年幼的路易十五，在接下來幾年中都未參加戰爭。1733年，維拉爾被授與法國大元帥，在波蘭王位繼承戰爭中指揮作戰，並在因病返國的路途中在都靈過世，時年81歲。

## 生平
维拉尔诞生于穆兰（现法国阿列省省会），一个著名但贫穷的家庭，他的父亲是外交官皮埃尔·德·维拉尔。1671年他进入法国军队，1673年围困马斯特里赫特期间，法荷战争和塞納夫戰役血战一年后，他被提升为外地梅斯特德坎普骑兵团上校团长。1687年晋升准将（maréchal de camp）。1690年指挥佛兰德的骑兵军队，大同盟戰爭结束后他到维也纳任大使。
西班牙王位繼承戰爭期間的弗里德林根战役（1702年）和赫希施塔特战役（1703年）和结束德南战役（1712）三战使他名垂不朽。弗里德林根战役击败奥地利军队，为他晋升为法国元帅，并出任驻德法军司令，接著在德國戰役（1705～1708）中仍獲得勝利，1705年被封为公爵。1707年5月22日，他突破萊茵河彼岸的施陶霍芬防線，直抵多瑙河，深入士瓦本。维拉尔公爵的光荣始于1709年，西班牙王位繼承戰爭期間在法国显然最无助时，他指挥的主要军队在北部边疆馬爾普拉凱抗击萨伏依的欧根亲王和马尔博罗公爵指挥的联军，在饥荒的冬季，他和士兵共吃可怜的口粮，战役开始后老元帅布夫萊自愿担任他下属，马尔普拉凯战役中维拉尔严重受伤，但使马尔博罗公爵和歐根親王遭受極為慘重的傷，他告诉国王：“如果再给陛下的敌人一场这样能让上帝满意的胜利，敌人将注定毁灭。”（"If it please God to give your majesty's enemies another such victory, they are ruined."）。
马尔普拉凯战役英奥联军损失惨重，这一胜利挽救了法国，尽管战争拖了一年，在马尔博罗公爵和他的英军撤出营地回国后，第三年（1712年）维拉尔在德南战役中以機動作戰击败萨伏依的欧根亲王，英國退出戰爭後，神聖羅馬帝國仍不願和談，1713年，在萊茵戰役 (1713年)中，維拉爾率軍向萊茵河進軍，8月22日攻佔蘭道。之後突破了歐根親王所設的各條防線，9月20日擊敗了沃博納元帥所部，10月30日攻克了奧地利大公國的前首府弗萊堡迫使欧根亲王签订了拉什塔特和約。

## 摄政
幼王路易十五在位之初，维拉尔是攝政會議成員，摄政时期的主要对手是红衣主教纪尧姆·杜布瓦，他在外地的最后一次战争是在波兰王位继承战争（1734年），被派往義大利北部進攻奧地利屬地。戰爭爆發後受法國大元帥銜（Maréchal général，1733年），之前任这职位的是法國名將蒂雷納子爵。1734年6月17日他80岁时，在戰爭最激烈时期他在都灵去世。

## 評價
維拉爾是路易十四時期法國的主要將領之一，在大同盟戰爭和西班牙王位繼承戰爭期間屢立戰功。他採取的行動與當時盛行的警戒戰略和一線戰術相反，他常説“防禦只有死亡”，視進攻等於一切。後來拿破崙·波拿巴以他的許多行動作為榜樣
《哈珀-柯林斯世界軍事人物全書》中評價：維拉爾雖然自負、狂妄而且浮誇，但仍然是一位英勇能幹的指揮官，他富於魄力，幹勁十足、足智多謀。